# Manchego (kaas)

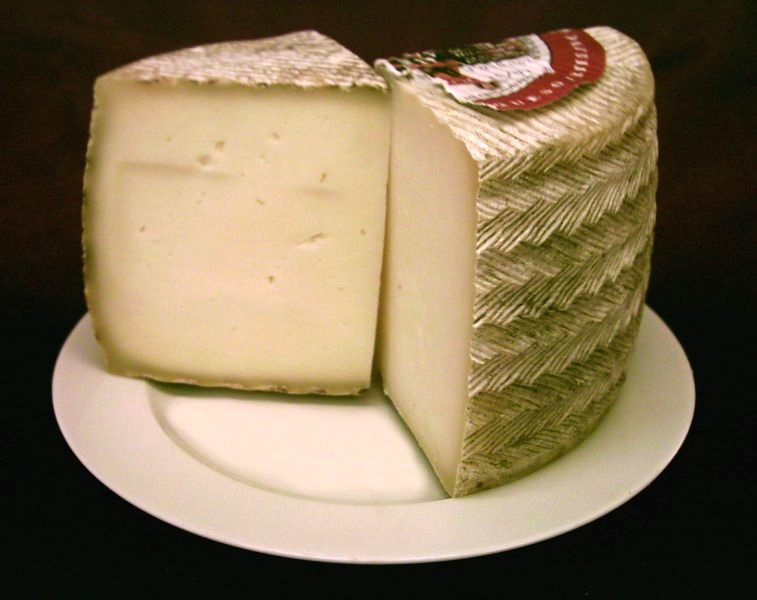
Een aangesneden 'Manchego'

Manchego (of Queso Manchego) is een Spaanse kaas uit de regio La Mancha, gemaakt van de melk van het schapenras Manchega. De kaas heeft een in Brussel geregistreerde beschermde oorsprongsbenaming en sinds 2007 ook de strengere, Spaanse variant denominación de origen. Manchego is een geperste kaas met een licht pikante en zoute smaak, die na 60 dagen tot twee jaar rijping geconsumeerd wordt, vaak als tapa maar ook verwerkt in gerechten.